# Park Narodowy Boma
Park Narodowy Boma – park narodowy położony na wschodzie Sudanu Południowego w stanie Jonglei nieopodal miasta Pibor przy granicy z Etiopią o powierzchni 22 800 km², założony w 1986.
Obszar parku to głównie sawanna, łąki i bagna.

## Fauna  i flora
Część terenów parku zajmuje ostoja ptaków IBA, na terenie której można spotkać takie gatunki ptaków, jak m.in.: trzewikodziób,  czarnodudek czerwonodzioby, toko srokaty i chwastówka stokowa.
Ssaki to m.in. antylopy z gatunku kob żółty, które migrowały przez tereny parku w liczbie blisko miliona rocznie. W 1981 szacowana ilość antylop z gatunku kob żółty na terenie parku w porze deszczowej wynosiła około 850 tys. (przy czym około 680 tys. w porze suchej), w 2001 było to już zaledwie około 176 tys. dla pory suchej. Ponadto występują takie ssaki, jak: gepart grzywiasty, sasebi właściwy, bawół afrykański, ridbok zwyczajny, gazelopka sawannowa i antylopowiec koński.
Rośliny występujące na terenie parku to np.: Hyparrhenia, Vachellia seyal, Sporobolus i figowiec.